# Europeiska myndigheten för livsmedelssäkerhet
Europeiska myndigheten för livsmedelssäkerhet (förkortning: Efsa – av det engelska namnet European Food Safety Authority) är en EU-myndighet som främst har till uppgift att ge råd till Europeiska unionens lagstiftare i frågor om livsmedelssäkerhet. 
Myndighetens huvudkontor ligger i den italienska staden Parma.